# Sune Zachrisson
Karl Sune Ragnar Zachrisson, född 28 januari 1932 i Örebro, död 9 januari 2020 i Vadstena var en svensk museiman. 

## Biografi
Zachrisson, som var son till övermontör Arvid Zachrisson och Anna Bergling, blev filosofie licentiat vid Uppsala universitet 1962, var vikarierande landsantikvarie i Gävleborgs län 1962, extra amanuens vid Riksantikvarieämbetet 1964–1966, landsantikvarie i Västerbottens län 1966–1973, stadsantikvarie i Stockholm 1973–1975, styresman för Nordiska museet 1975–1988 samt direktör för Julita gård och museum 1988–1992. Han var ordförande i Hemslöjdsförbundet för Sverige 1975–1984, ledamot av fideikommissnämnden från 1978, av styrelsen för stiftelsen Skansen 1975–1988, av Nordiska genbankens rådgivningsnämnd 1982–1992 och av Statens genbanksnämnd 1982–1991. Han invaldes som ledamot av Kungliga Skytteanska Samfundet 1972, av Kungliga Gustav Adolfs Akademien för svensk folkkultur 1981 och av Kungliga Skogs- och Lantbruksakademien 1991.
Zachrisson ledde 1961–1962 utgrävningar av Eskilstuna gamla slott, där man bland annat fann resterna av en gammal klosterkyrka som revs på 1500-talet av Gustav Vasa.
I början av 1960-talet gjorde han flera utgrävningar av medeltida gårdskyrkor i Närke: Kullkyrkan i Mosjö socken, Ånsta kyrka i Örebro, Maria Magdalena kapell (Skoftesta kapell) i Kräcklinge, Sankt Eriks kapell (Hörsta kapell) i Kumla.
Zachrisson har författat många artiklar i årsböcker, tidskrifter och även skrivit böcker, exempelvis Julitaboken och Sankt Lars i Linköping - en tusenårig historia (2007).